# Uffe Bech
Uffe Manich Bech (født 13. januar 1993) er en dansk fodboldspiller, der spiller midtbane/kant. Han var senest i græske Panathinaikos FC.

## Klubkarriere

### Lyngby BK
Karrieren startede i Hellerup Idrætsklub, hvor han som 13-årig skiftede til Lyngby Boldklub. Igennem sine ungdomsår fik han rigeligt spilletid på diverse danske U-landshold. Uffe Bech har gennem sin ungdom nydt godt af det flatterende tilnavn 'den danske Lionel Messi', og er blandt andet blevet anerkendt af den danske fodboldekspert Per Frimann i 2011.
Den 13. februar 2011 blev det offentliggjort af Lyngby Boldklub, at de ville sende stortalentet til Hamburger SV, hvor han ville få lov at prøvetræne frem til den efterfølgende Fredag. Lyngbys førsteholdstræner Niels Frederiksen slog dog fast, at Uffe blot var i Tyskland for at prøve en storklub.
Bech spillede i Lyngby BK frem til januar 2013, hvor han blev hentet til Superligaklubben FC Nordsjælland.

### FC Nordsjælland
Den 22. januar 2013 meddelte Superligaklubben FC Nordsjælland at de havde hentet Uffe Bech i Lyngby BK på en kontrakt frem til sommeren 2016.

### Hannover 96
Den 8. juli 2015 skrev han under på en fireårig kontrakt med den tyske bundesligaklub Hannover 96 gældende frem til sommeren 2019. Han scorede sit første mål i Bundesligaen fen 28. november 2016 i en 4-0-sejr hjemme over det nyoprykkede hold FC Ingolstadt 04.
Bech pådrog sig en række skader igennem sin første sæson i Hannover 96, og i april 2016 døjede han med en overrevet sene i sit ene knæ. Han var ude frem til december 2016. Det blev til syv Bundesliga-optrædener i 2016-17-sæsonen.
Han blev den 31. januar 2018 udlejet til Greuther Fürth i 2. Bundesliga for den resterende del af 2017-18-sæsonen. Det blev til spilletid i de to første mulige spillerunder, hvorefter han ikke fik spilletid for klubbens førstehold i ligaen.
Han rejste ikke med Hannover 96 på træningslejr i sommeren 2018 og blev i samme ombæring meddelt, at han ikke indgik i klubbens fremadrettede planer.

#### Brøndby IF
Den 31. august 2018 på sommertransfervinudets sidste mulige transferdag blev Uffe Bech udlejet til Brøndby IF. Lejeaftalen gjaldt for den resterende del af 2018. En købsoption var ydermere en del af de kontraktmæssige forhold, men han vendte tilbage til Hannover 96 fra starten af 2019.

### Panathinaikos
I sommeren 2019 udløb Bechs kontrakt med Hannover, og han skrev efterfølgende en treårig kontrakt med græske Panathinaikos FC. Opholdet i den græske klub blev dog ikke lykken for ham, da hanvar plaget af skader, og aftalen blev ikke forlænget i sommeren 2022.

## Landsholdskarriere
Han har spillet for både U/16-, U/17-, U/18-, U/19-, U/20- og U/21-landsholdene. Uffe Bech havde sin debut for det danske landshold 11. oktober 2014 i en EM-kvalifikationskamp mod Albanien.
Bech var oprindeligt udtaget til OL 2016 i Rio, men måtte kort tid før afrejsen melde afbud på grund af en skade.

## Uddannelse
Ordrup Gymnasium (2009 - 2012)